# Interleuchina 9
L'interleuchina 9 (o IL-9) è un'interleuchina e chemochina. Il gene preposto alla sua codifica, nell'essere umano, si trova nel cromosoma 5. Questa proteina è prodotta quasi esclusivamente da un particolare tipo di linfociti T helper che, per questo motivo, sono detti Linfociti Th9.
L'interleuchina 9 si lega alla cellula bersaglio mediante il suo recettore specifico, detto IL9R. Gioca un ruolo di mediatore nel processo infiammatorio regolato dai linfociti Th17. In una sperimentazione condotta su modelli animali, si è osservato che l'interleuchina 9, nel contesto di un aggravamento di alcuni tipi di asma, provoca l'aumento dell'effetto e della concentrazione di altre interleuchine, come IL-4, IL-5 e IL-13.
La concentrazione di interleuchina 9 tende ad aumentare nell'organismo in caso di sindrome coronarica acuta, così come nei pazienti affetti da stenosi carotidea conseguente ad aterosclerosi;
 l'aumento della concentrazione di IL-9, a sua volta, tende a far peggiorare l'entità della stenosi. Il fattore di trascrizione PU1 agisce nella regolazione dell'interleuchina 1, aumentandone l'espressione.
I linfociti Th9 sembrano avere un ruolo di immunità antitumorale e stimolano l'azione dei linfociti T citotossici, mentre l'interleuchina 9 sembra avere un ruolo nella genesi di alcuni tipi di tumori. Questa interleuchina collabora inoltre con altre molecole del sistema immunitario in caso di infestazione da parte di parassiti, in particolare nematodi.